# Panicum pearsonii
Panicum pearsonii là một loài thực vật có hoa trong họ Hòa thảo. Loài này được F.Bolus mô tả khoa học đầu tiên năm 1915.